# Свейнбьёрн Бейнтейнссон
Свейнбьёрн Бейнтейнссон (исл. Sveinbjörn Beinteinsson, 4 июля 1924 — 23 декабря 1993) — известный исландский деятель возрождения дохристианской скандинавской культуры, писатель, певец, с 1973 по 1993 год Верховный языческий жрец Исландии (Альсхеръяргоди).
Всю жизнь прожил в Исландии. Зарабатывал на жизнь разведением овец, в то же время увлекался поэзией. Издал несколько сборников своих стихов, а также учебник по исландскому стихосложению. В 1972 году основал первую общину Асатру — Асатруарфелагид (Братство веры Асов). В 1973 году Асатру было официально признано государством. В настоящее время с 2002 года Верховным жрецом (исл. годи) является Хилмар Ёрн Хилмарссон.